# Arabacı Ali Pascià
Arabacı Ali Pascià conosciuto anche come Bahadırzade Ali Pascià (Ocrida, 1620 – Rodi, 1693) è stato un politico ottomano di etnia Albanese.
Fu un gran visir ottomano di breve durata, che fu in carica dal 1691 al 1692. Il suo epiteto arabacı significa "cocchiere" in turco, un'allusione alla sua pratica di mandare a morte o in esilio i suoi nemici politici su di un carro aperto, per il pubblico ludibrio.

## Primi anni
È nato a Ocrida (in turco: Ohri; nella moderna Macedonia del Nord). Dopo aver prestato servizio in vari uffici governativi, divenne subordinato di Köprülü Fazıl Mustafa Pascià, che fu nominato gran visir. L'impero era impegnato nella Guerra austro-turca. Fazıl Mustafa Pascià fermò temporaneamente l'avanzata austriaca ma fu ucciso in azione durante la battaglia di Slankamen. Cinque giorni dopo il sultano Ahmed II, nominò Ali Pascià nuovo gran visir.

## Gran visierato
Ali Pascià avrebbe dovuto comandare l'esercito come aveva fatto il suo predecessore e mentore Köprülü Fazıl Mustafa Pascià, ma preferì rimanere nella capitale, contribuendo alle sconfitte ottomane. La sua disattenzione agli affari militari e i suoi metodi duri (comprese le condanne a morte) nei confronti dei suoi potenziali oppositori gli fecero perdere il sostegno del sultano. Il 21 marzo 1692 fu deposto.

## Ultimi anni
Ali Pascià fu esiliato prima a Gelibolu (un porto sullo stretto dei Dardanelli, nella moderna Turchia) e poi nell'isola di Rodi (nella Grecia moderna). Tuttavia, quando al sultano giunse voce che aveva dei piani per il suo ritorno (o forse di sollevazione) ad Istanbul, fu giustiziato a Rodi nel 1693.